# Miecznik wielki koronny
Miecznik wielki koronny (łac. gladifer, ensifer, armifer) – urząd dworski I Rzeczypospolitej.
Urzędnik ten występował już za panowania Kazimierza Wielkiego.
Miecznik wielki koronny   nosił  miecz głownią do góry, po lewej stronie  króla, jako oznakę władzy wojskowej monarchy.  W czasie pogrzebu, miecz odwracał głownią do dołu, a na rękojeści stawiał świecę. Przed ołtarzem miecznik rzucał miecz na posadzkę, lub łamał go, gdy monarcha był ostatnim z rodu.